# Amphonyx rivularis
Amphonyx rivularis es una polilla de la familia Sphingidae. Vuela al sur de Brasil.
Su envergadura es de 110 a150 mm,  los machos son mucho más pequeños que las hembras.
Los adultos vuelan sobre un año y se alimentan del néctar de las flores.
Las larvas se alimentan en Guatteria diospyroides, Annona purpurea, Annona reticulata, Xylopia frutescens y Annona glabra y probablemente de otras especies de Annonaceae. Son muy coloridos.

## Sinonimia
- Amphonyx godartii (Boisduval, 1875).
- Cocytius affinis (Rothschild, 1894).